# Mount Pulaski
Mount Pulaski és una població dels Estats Units a l'estat d'Illinois. Segons el cens del 2000 tenia 1.701 habitants.

## Demografia
Segons el cens del 2000, Mount Pulaski tenia 1.701 habitants, 696 habitatges, i 471 famílies. La densitat de població era de 576,1 habitants/km².
Dels 696 habitatges en un 29,5% hi vivien nens de menys de 18 anys, en un 56,3% hi vivien parelles casades, en un 8% dones solteres, i en un 32,2% no eren unitats familiars. En el 30% dels habitatges hi vivien persones soles el 18,7% de les quals corresponia a persones de 65 anys o més que vivien soles. El nombre mitjà de persones vivint en cada habitatge era de 2,32 i el nombre mitjà de persones que vivien en cada família era de 2,86.
Per edats la població es repartia de la següent manera: un 22,7% tenia menys de 18 anys, un 7,7% entre 18 i 24, un 24,1% entre 25 i 44, un 19,7% de 45 a 60 i un 25,8% 65 anys o més.
L'edat mediana era de 42 anys. Per cada 100 dones de 18 o més anys hi havia 81,6 homes.
La renda mediana per habitatge era de 38.750 $ i la renda mediana per família de 46.181 $. Els homes tenien una renda mediana de 37.941 $ mentre que les dones 22.250 $. La renda per capita de la població era de 18.616 $. Aproximadament el 4,3% de les famílies i el 5,6% de la població estaven per davall del llindar de pobresa.

## Poblacions més properes
El següent diagrama mostra les poblacions més properes.